# JULIA
JULIA (ジュリア 25 tháng 5 năm 1987 –) là một nữ diễn viên khiêu dâm người Nhật Bản. Cô thuộc về công ti C-more ENTERTAINMENT.

## Sự nghiệp
Tháng 4/2010, cô ra mắt ngành phim khiêu dâm với tư cách là nữ diễn viên độc quyền cho hãng phim E-BODY. Cô đóng khoảng 3 phim và đã rời hợp đồng, và cô đã trở thành nữ diễn viên tự do tự lập kế hoạch. Sau đó, cô tạm thời ngừng hoạt động trong một thời gian.
Tháng 2/2012, cô tiếp tục hoạt động độc quyền của bản thân với hai hãng phim MOODYZ và Tameike Gorō. Trong cùng năm, cô xếp thứ nhất trong cuộc bầu cử khán giả về dự án kỉ niệm 30 năm phim khiêu dâm (AV30).
Tháng 10/2013, hợp đồng độc quyền của cô với Tameike Gorō kết thúc, và từ tháng 11 cô trở thành diễn viên độc quyền của OPPAI. 10/2/2014, cô mở tài khoản Twitter và phiên bản Twitter của Trung Quốc Sina Weibo. Từ ngày 11 đến 13/47, cô xuất hiện tại triển lãm phim khiêu dâm Thượng Hải 2014 với tư cách là cô gái đại diện cho Men'sMax. Sau đó, cô xuất hiện trong các sự kiện đa số ở Trung Quốc với tư cách là cô gái đại diện cho Men'sMax.
Cô được đề cử cho giải Nữ diễn viên xuất sắc nhất tại Giải thưởng phim người lớn DMM 2014, và từ đó cô đã được đề cử trong 3 năm liên tiếp cho đến Giải thưởng phim người lớn DMM.R18 2016, lập kỉ lục mới về số lần đề cử cho giải. Cô đã nhận giải đặc biệt tại Giải thưởng phim người lớn DMM.R18 2016.
Tháng 4/2018, hợp đồng độc quyền của cô và MOODYZ kết thúc, và từ tháng 5 cô trở thành diễn viên độc quyền cho Wanz Factory.
31/10/2018, cô ra mắt "Dự án sách ảnh JULIA" (JULIA写真集プロジェクト), và nói rằng cô sẽ phát hành sách ảnh tự làm với 4 chủ đề: "NO NUDE", "Hóa trang" (コスプレ), "Nô lệ" (ボンテージ) và "Sơn lên cơ thể" (ボディペイント). Cô đã kêu gọi người ủng hộ (patrons) gọi vốn cộng đồng trên nền tảng CAMPFIRE đến ngày 15/12, và cuối cùng đã gọi vốn được 6.104.000 yên, vượt qua mục tiêu 3 triệu yên ban đầu.
Tháng 12/2020, cô xếp thứ 2 trong hạng mục ngực lớn (thứ 14 trong bảng thường) của bảng "FLASH 2020 BEST100 diễn viên đang hoạt động gợi cảm nhất" được bầu chọn bởi độc giả.。
Tháng 8/2021, cô xếp thứ 45 trong "Bảng xếp hạng FLASH 2021 diễn viên nữ gợi cảm chọn bởi 300 độc giả".
Cô xếp thứ 13 trong bảng xếp hạng nữ diễn viên khiêu dâm hàng năm được FANZA thông báo vào năm 2021. Tháng 5/2022, cô đứng thứ 12 trong cuộc "bầu cử nữ diễn viên khiêu dâm SEXY năng động năm 2022" của Asahi Geino.
Tháng 5/2023, cô xếp thứ 22 trong bảng "bầu cử nữ diễn viên phim khiêu dâm SEXY đang hoạt động 2023" của Asahi Geinō, cụ thể hơn là thứ 16 tại vùng Kantō và 47 tại vùng Kansai.

## Đời tư
Cô sinh ra tại Tokyo. Sở thích của cô là cải thiện bản thân và đọc sách. Kĩ năng đặc biệt của cô là ghi sổ (cấp độ 2), và thu hút mèo.
Lần đầu cô quan hệ tình dục là khi 17 tuổi, và cô đã quan hệ với khoảng 30 người trước khi vào ngành phim khiêu dâm.
Trước khi vào ngành phim khiêu dâm, cô là nhân viên văn phòng trong lĩnh vực y tế.
Cô có ngực cỡ 101 cm (J Cup) và hông cỡ 55 cm. Vào thời điểm ra mắt ngành, cỡ ngực của cô là 100 cm, và số đo ba vòng được dùng trong tiêu đề phim ra mắt ngành của cô ("B100 W55 H84 DEBUT JULIA!!!").
Trước đây, một đám cháy đã xảy ra trong phòng cô ở, và cô được nói rằng sẽ tốn hơn 100 man (1 triệu) yên để sửa chữa, vi thế cô cần tiền vì bảo hiểm nhà cửa của cô đã hết hạn. Vào lúc đó, cô có biết đến một văn phòng phim khiêu dâm thông qua một người bạn, và khi cô biết rằng đóng phim khiêu dâm có lương cao, cô chọn bắt đầu làm diễn viên khiêu dâm.
Về việc cô nghỉ gián đoạn được vài người nói là nghỉ việc, cô nói trong một cuộc phỏng bấn "Trên thực tế, tôi chỉ đang nghỉ ngơi một chút, nhưng cả thế giới đối xử với tôi như thể tôi nghỉ việc vậy (cười)".
Về việc quan hệ tình dục trước khi vào ngành, cô nói rằng cô cảm thấy như cá ngừ chết khi quan hệ, nên cô không có cái nhìn tốt về quan hệ tình dục vào nói rằng cô "nghĩ bản thân là một hội trường, một công cụ. Tôi có thể dùng cơ thể để gọi người đến khi cô đơn. Vì tôi nghĩ như vậy, nên tôi sẽ bán nó dưới dạng một sản phẩm". Sau khi xuất hiện trong phim khiêu dâm, cô nói rằng cô không nghĩ về cơ thể mình là một "công cụ" với ý xấu nữa, và đã đổi ý để chăm sóc "công cụ" này. Đối với việc quan hệ tình dục, cô đã nói rằng cô cảm thấy rất thoải mái khi thực hiện.
Ban đầu, cô không hoạt động gì khác ngoài đóng phim khiêu dâm, nhưng từ khi trở lại năm 2012, cô đã hoạt động trong nhiều mảng, bao gồm việc xuất bản sách ảnh,, lịch treo tường, xuất hiện trên TV, các tạp chí áo tắm, và tham gia các sự kiện. Tháng 7/2013, cô đã tham gia một sự kiện với các nữ diễn viên khiêu dâm khác ở Đài Loan. Vào thàng 10 cùng năm, cô đã đi Úc với Misato Arisa, một diễn viên nhỏ tuổi hơn cùng công ti, và đã chụp ảnh áo tắm cũng như ảnh cho sách ảnh và đĩa DVD ảnh của cô.
Miura Jun và Lily Franky là những người ủng hộ của cô, và cả hai đều được giới thiệu trong mục "Hồn áo tắm" của cô trên tạp chí "SPA!" (Fusōsha). Miura đã khen ngợi sách ảnh của cô "secret J" (2022) và Lily đã nói rằng "ngực và núm vú của cô là tuyệt nhất". Đối với các bộ phận khác, cô đã nói rằng "Đó là đặc trưng của JULIA".

## Liên jeets ngoài
- JULIA Official Site
- JULIA trên Twitter - Tài khoản chính
- JULIA trên Twitter - Tài khoản phụ
- julia_cmore_offical chính thức trên Instagram
- JULIA - Trang giới thiệu nữ diễn viên của văn phòng chủ quản
- JULIA 特設ページ (Trang đặc biệt JULIA) tại Wayback Machine (lưu trữ ngày 5 tháng 9 năm 2015) - Trang web chính thức của MOODYZ
- JULIA 特設ページ (Trang đặc biệt JULIA) tại Wayback Machine (lưu trữ ngày 2 tháng 7 năm 2014) - Trang web chính thức của OPPAI
- ワンズファクトリー専属女優「JULIA」特設ページ (Trang đặc biệt nữ diễn viên độc quyền Wanz Factory JULIA) tại Wayback Machine (lưu trữ ngày 13 tháng 10 năm 2018) - Trang web chính thức của Wanz Factory
- JULIA_Cmore trên Sina Weibo
- Men’sMax「チャイナ・アダルトケア・エキスポ2014」(Triển lãm Adult Care Trung Quốc của Men'sMax) tại Wayback Machine (lưu trữ ngày 23 tháng 3 năm 2014)